# Кафр-Касем
Кафр-Касем, Кафр-Касим (ивр. כפר קאסם‎, араб. كفر قاسم‎) — город в Израиле, находится в Центральном округе.

## Географическое положение
Кафр-Касем — город в долине Шарон, расположенный к северу от Рош-ха-Аина и в 20 км к востоку от Тель-Авива, на израильской стороне Зелёной линии, разделяющей Израиль и Западный берег реки Иордан в южной части Треугольника у шоссе № 5 («транс-самарийское»). Рядом находится одноимённая развязка транс-израильского шоссе.

## История
Город был основан в XVIII веке выходцами из деревни Масха, расположенной на несколько километров восточнее. В 1956 году, во время Суэцкого кризиса, за нарушение комендантского часа Израильской пограничной полицией МАГАВ было убито 48 жителей деревни, что стало известно как «резня в Кафр-Касеме».

## Экономика
Жители заняты в сельском хозяйстве (овощи, оливки, цитрусовые) или работают в близлежащих городах.

## Население
По данным Центрального статистического бюро Израиля, население на начало 2020 года составляло 23 823 человека.
Этнический состав населения Кфар-Касема — арабский. В городе живут два больших клана — Иса и Сарсур, частично переселившиеся из Негева. Естественный прирост населения — 2,6 %. 47 % учеников получают аттестат зрелости. Средняя зарплата на 2009 год — 4 555 шекелей.

## Галерея

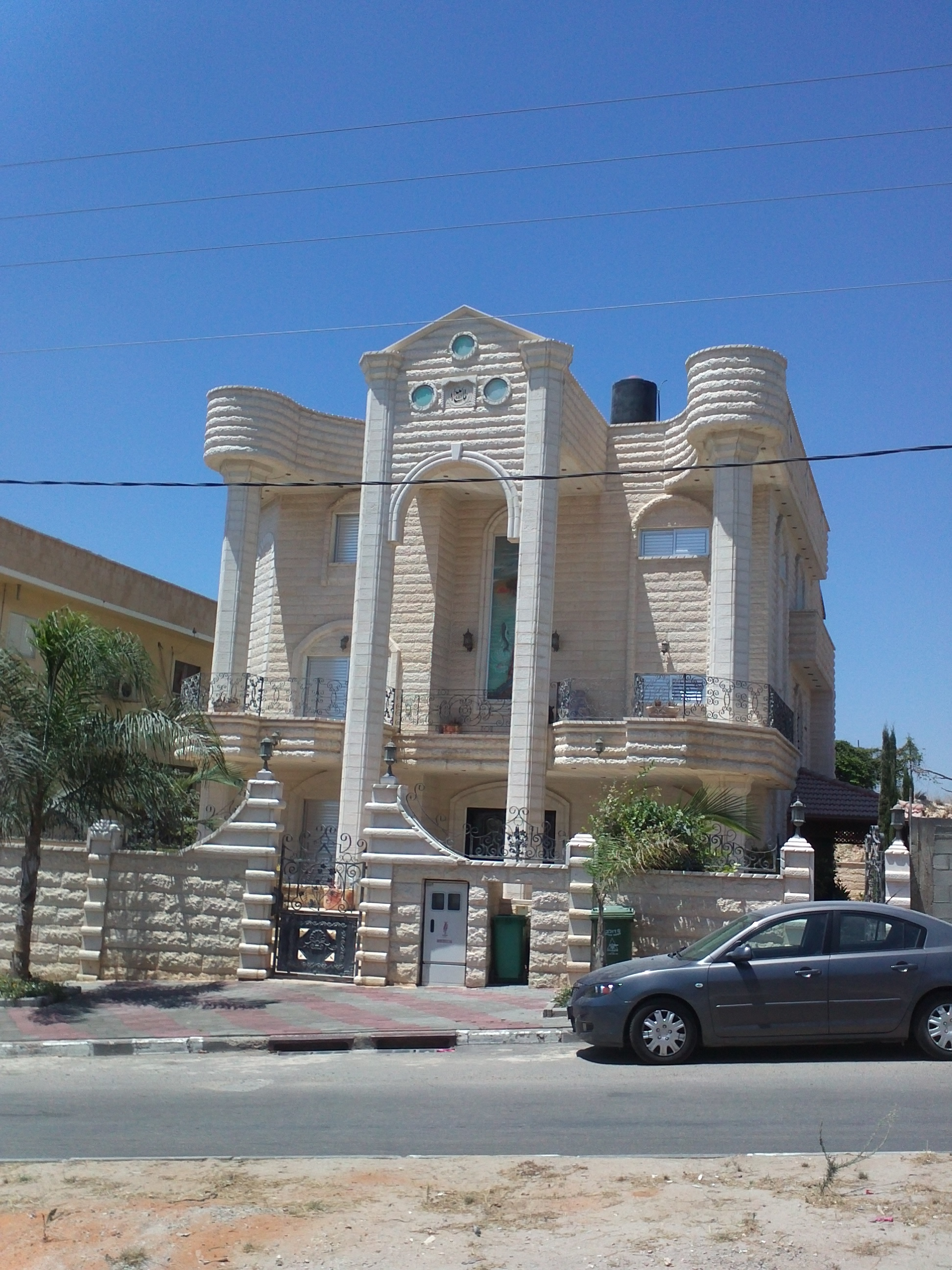
Жилой дом в Кфар-Касеме
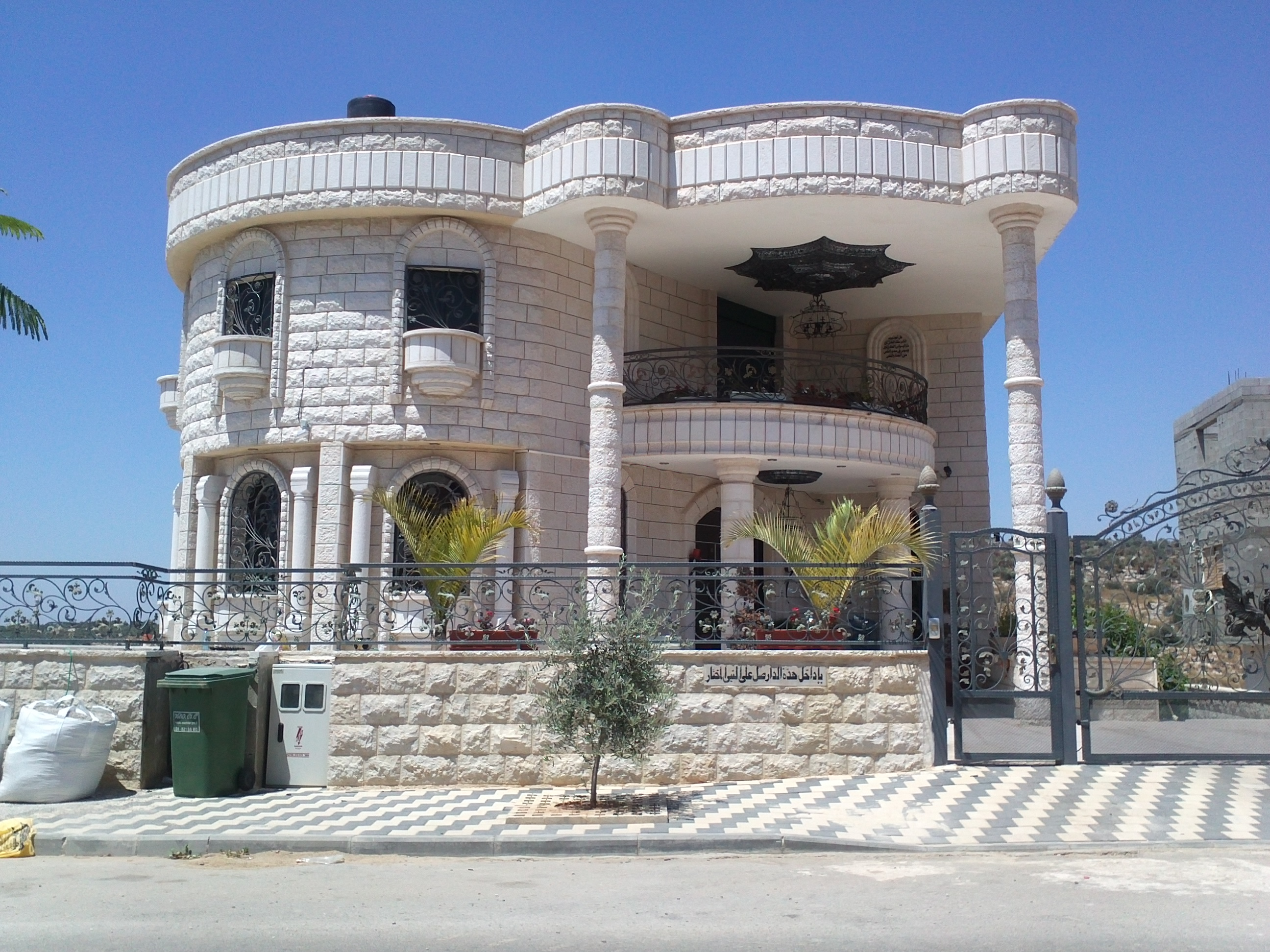
Жилой дом в Кфар-Касеме